# Песочное Канаково
Песочное Канаково — деревня в составе  Бабеевского сельского поселения Темниковского района Республики Мордовия.

## География
Находится на расстоянии примерно 4 километров на восток от районного центра города Темников.

## История
Известна с 1866 году, когда она была учтена как казенная деревня Темниковского уезда из 35 дворов.

## Население
Постоянное население составляло 346 человек (мордва-мокша 95%) в 2002 году, 113 в 2010 году .